# Presidenti dell'Organizzazione dell'unità africana
Il presidente (chairman) dell'Organizzazione dell'unità africana era il capo dell'Organizzazione dell'unità africana, ed era detenuto a rotazione.
Dal 2002, con la nascita dell'Unione africana, è stato sostituito dal presidente dell'Unione africana.

## Presidenti dell'Organizzazione dell'unità africana
| Nome                              | Ritratto | Inizio mandato    | Fine mandato      | Nazione                             |
| Hailé Selassié                    |          | 25 maggio 1963    | 17 luglio 1964    | Impero d'Etiopia                    |
| Gamal Abd el-Nasser               |          | 17 luglio 1964    | 21 ottobre 1965   | Rep. Araba Unita                    |
| Kwame Nkrumah                     |          | 21 ottobre 1965   | 24 febbraio 1966  | Ghana                               |
| Joseph Arthur Ankrah              |          | 24 febbraio 1966  | 5 novembre 1966   | Ghana                               |
| Hailé Selassié                    |          | 5 novembre 1966   | 11 settembre 1967 | Impero d'Etiopia                    |
| Mobutu Sese Seko                  |          | 11 settembre 1967 | 13 settembre 1968 | Congo-Kinshasa                      |
| Houari Boumédiène                 |          | 13 settembre 1968 | 6 settembre 1969  | Algeria                             |
| Ahmadou Ahidjo                    |          | 6 settembre 1969  | 1º settembre 1970 | Camerun                             |
| Kenneth Kaunda                    |          | 1º settembre 1970 | 21 giugno 1971    | Zambia                              |
| Moktar Ould Daddah                |          | 21 giugno 1971    | 12 giugno 1972    | Mauritania                          |
| Hasan II del Marocco              |          | 12 giugno 1972    | 27 maggio 1973    | Marocco                             |
| Yakubu Gowon                      |          | 27 maggio 1973    | 12 giugno 1974    | Nigeria                             |
| Mohammed Siad Barre               |          | 12 giugno 1974    | 28 luglio 1975    | Somalia                             |
| Idi Amin Dada                     |          | 28 luglio 1975    | 2 luglio 1976     | Uganda                              |
| Seewoosagur Ramgoolam             |          | 2 luglio 1976     | 2 luglio 1977     | Mauritius                           |
| Omar Bongo                        |          | 2 luglio 1977     | 18 luglio 1978    | Gabon                               |
| Ja'far al-Nimeyri                 |          | 18 luglio 1978    | 12 luglio 1979    | Sudan                               |
| William R. Tolbert Jr.            |          | 12 luglio 1979    | 12 aprile 1980    | Liberia                             |
| Léopold Sédar Senghor(ad interim) |          | 28 aprile 1980    | 1º luglio 1980    | Senegal                             |
| Siaka Stevens                     |          | 1º luglio 1980    | 24 giugno 1981    | Sierra Leone                        |
| Daniel Toroitich arap Moi         |          | 24 giugno 1981    | 6 giugno 1983     | Kenya                               |
| Menghistu Hailé Mariàm            |          | 6 giugno 1983     | 12 novembre 1984  | Etiopia                             |
| Julius Nyerere                    |          | 12 novembre 1984  | 18 luglio 1985    | Tanzania                            |
| Abdou Diouf                       |          | 18 luglio 1985    | 28 luglio 1986    | Senegal                             |
| Denis Sassou Nguesso              |          | 28 luglio 1986    | 27 luglio 1987    | Congo-Brazzaville                   |
| Kenneth Kaunda                    |          | 27 luglio 1987    | 25 maggio 1988    | Zambia                              |
| Moussa Traoré                     |          | 25 maggio 1988    | 24 luglio 1989    | Mali                                |
| Hosni Mubarak                     |          | 24 luglio 1989    | 9 luglio 1990     | Egitto                              |
| Yoweri Museveni                   |          | 9 luglio 1990     | 3 giugno 1991     | Uganda                              |
| Ibrahim Babangida                 |          | 3 giugno 1991     | 29 giugno 1992    | Nigeria                             |
| Abdou Diouf                       |          | 29 giugno 1992    | 28 giugno 1993    | Senegal                             |
| Hosni Mubarak                     |          | 28 giugno 1993    | 13 giugno 1994    | Egitto                              |
| Zine El-Abidine Ben Ali           |          | 13 giugno 1994    | 26 giugno 1995    | Tunisia                             |
| Meles Zenawi                      |          | 26 giugno 1995    | 8 luglio 1996     | Governo di transizione dell'Etiopia |
| Paul Biya                         |          | 8 luglio 1996     | 2 giugno 1997     | Camerun                             |
| Robert Mugabe                     |          | 2 giugno 1997     | 8 giugno 1998     | Zimbabwe                            |
| Blaise Compaoré                   |          | 8 giugno 1998     | 12 luglio 1999    | Burkina Faso                        |
| Abdelaziz Bouteflika              |          | 12 luglio 1999    | 10 luglio 2000    | Algeria                             |
| Gnassingbé Eyadéma                |          | 10 luglio 2000    | 9 luglio 2001     | Togo                                |
| Frederick Chiluba                 |          | 9 luglio 2001     | 2 gennaio 2002    | Zambia                              |
| Levy Mwanawasa                    |          | 2 gennaio 2002    | 9 luglio 2002     | Zambia                              |